# Antonio Negri
Antonio "Toni" Negri, född 1 augusti 1933 i Padua, Veneto, död 16 december 2023 i Paris, Frankrike, var en italiensk politisk teoretiker och moralfilosof, känd som medförfattare till Imperiet (utgiven 2000) och sina verk om Baruch Spinoza. Negri var professor i statsvetenskap (Scienze Politiche) vid universitetet i Padua.

## Levnad
Antonio Negri föddes 1933 i ett hem där fadern var aktiv kommunist. Fadern dog när Negri var två år gammal, men hans engagemang innebar att sonen tidigt kom i kontakt med marxismen. Negri blev kommunist 1953–1954 när han tillbringade ett år på en kibbutz i Israel. Kibbutzen var utformad efter teorier om sionistisk socialism och alla de boende var judiska kommunister.
Under 1950-talet gick han med i Gioventù Italiana di Azione Cattolica (GIAC) och sedan Internationella Socialistpartiet. Han var redaktör vid tidskriften Quaderni Rossi, som verkade för att återta Marx från socialismen. 1969 var han med och grundade Potere Operaio (Arbetarmakt) och var en ledande figur i Autonomiarörelsen. 
Under början av 1980-talet var Negri misstänkt för att ha legat bakom mordet på den kristdemokratiske Aldo Moro 1978, men friades från alla anklagelser om samröre med Röda Brigaderna vilka utfört kidnappningen av Moro. Han dömdes emellertid till 30 års fängelse 1984, efter kontroversiella åtal om konspirerande mot staten. Negri gick i landsflykt och bosatte sig i Frankrike, där han undervisade vid universitetet i Paris (Paris-VIII) och Collège International de Philosophie, med Jacques Derrida, Michel Foucault och Gilles Deleuze. 1997 återvände han frivilligt till Italien för att avtjäna återstoden av straffet.

## Mottagande
Stark kritik har riktats mot Negri från vänsterhåll för hans bok Imperiet, där vissa menar att han förringar det nationella oberoendet och i praktiken hamnar på samma sida som George W. Bush. En sådan kritik har framförts i Sverige av bland andra författaren Mikael Nyberg.